# Jim Gilmour
Jim Gilmour (Carfin, 25 febbraio 1958) è un bassista britannico naturalizzato statunitense, membro fondatore della band rock progressivo Saga.

## Biografia
Nato in Scozia, e successivamente trasferitosi in Canada e poi negli Stati Uniti, la sua prima esibizione con i Saga è stata davanti a un pubblico di fan, amici e familiari, a Toronto. Per evitare confusione sul palco con il compagno di band Jim Crichton, Jim è stato soprannominato Daryl in onore della leggenda canadese dell'hockey su ghiaccio Daryl Sittler, l'ex capitano dei Toronto Maple Leaf.
Nel 1981, dopo mesi di tournée e concerti, i SAGA registrarono “Worlds Apart” che includeva il successo internazionale “On the Loose”.
La prima registrazione dal vivo della band "In Transit" è stata seguita dall'album "Heads Or Tales" e dal più grande momento musicale di Jim: "Scratching the Surface" - una canzone ad alta energia piena di ritmi pulsanti che è diventata rapidamente un successo mondiale e un istante preferito dai fan. Dopo aver pubblicato l'album Behaviour, Saga ha deciso di prendersi una lunga pausa.
Dopo una pausa di sei anni, i Saga si sono riuniti. La band ha pubblicato l'energico "The Security Of Illusion", ha completato "Generation 13", uno spettacolo musicale di settanta minuti, e ha registrato "Steel Umbrellas", la colonna sonora di una serie televisiva statunitense chiamata Cobra. Nel frattempo, Jim è anche riuscito a scrivere e produrre la sua prima registrazione da solista "Incontro strumentale". Nel 1997, la band ha celebrato il suo 20º anniversario con il CD "Pleasure & the Pain" e il loro tanto atteso secondo album dal vivo "Detours".
Ammirato da musicisti professionisti di tutto il mondo, Jim è un abile polistrumentista che suona le tastiere, il clarinetto, il sax e la fisarmonica. È anche un cantante acclamato dalla critica con una varietà di stili di canto. I suoi interessi e influenze includono Keith Emerson, Pat Metheny, Bill Evans e nuovi artisti come Thievery Corporation. È apparso più volte nella rivista Keyboard ed è stato premiato per la sua illustre carriera musicale dal Primo Ministro del Canada e dal Premier dell'Ontario.

## Discografia

### Album in studio
- 1979 – Images at Twilight
- 1980 – Silent Knight
- 1981 – Worlds Apart
- 1983 – Heads or Tales
- 1985 – Behaviour
- 1989 – The Beginner's Guide to Throwing Shapes
- 1993 – The Security of Illusion
- 1994 – Steel Umbrellas
- 1995 – Generation 13
- 1997 – Pleasure & the Pain
- 1999 – Full Circle
- 2001 – House of Cards
- 2003 – Marathon
- 2006 – Trust
- 2007 – 10,000 Days
- 2009 – The Human Condition
- 2012 – 20/20
- 2014 – Sagacity
- 2021 – Simmetry

### Solista
- 1996 - Instrumental Encounters
- 2003 - Quarterline
- 2006 - Great Escape

### Collaborazioni
- 1992 - The Bluegills - The Bluegills
- 1995 - Larry McGray - Meet Me at the Lake
- 2002 - John Flinn - Dragon
- 2006 - Henning Paul - Baby Steps
- 2009 - Glen Drover - Metalusion